# Щавлинская, Анастасия Борисовна
Анастасия Борисовна Щавлинская (род. 9 января 1990, СССР) — российская спортсменка, призёр чемпионатов России по вольной борьбе, кандидат в мастера спорта России.

## Спортивные результаты
- Чемпионат России по женской борьбе 2015 года — ;
- Кубок России по женской борьбе 2014 года — ;
- Чемпионат России по женской борьбе 2013 года — ;
- Кубок России по женской борьбе 2012 года — ;
- Чемпионат России по женской борьбе 2011 года — ;
- Гран-при Иван Ярыгин 2011 года — .

## Дисквалификация
В 2023 году Международное агентство по тестированию (ITA) дисквалифицировало Щавлинскую на два года за нарушения антидопинговых правил. Расследование нарушения антидопинговых правил велось в рамках дела о дела о базе данных Московской антидопинговой лаборатории (LIMS).